# Acanalonia plana
Acanalonia plana är en insektsart som först beskrevs av Van Duzee 1907.  Acanalonia plana ingår i släktet Acanalonia och familjen Acanaloniidae. Inga underarter finns listade i Catalogue of Life.